# Atanazy Raczyński
Atanazy Raczyński (ou Atanásio Raczyński; em alemão Athanasius Raczynski) (Poznan, 2 de maio de 1788 – Berlim, 21 de agosto de 1874) foi um conde polaco e um diplomata prussiano.

## Biografia
Nasceu na família Raczyński, da antiga nobreza da Grande Polónia, e tal como o seu irmão Eduard, obtiveram uma educação reservada à alta nobreza.
Durante a insurreição da Grande Polónia, em 1806, lutou na Legião do Vístula de Napoleão, e participou no cerco de Danzigue. Quando o ducado de Varsóvia foi atacado na primavera de 1809, Raczynski, entrou para o exército, e tomou parte na campanha, sob as ordens do príncipe Poniatowski.
Depois de uma longa viagem na Alemanha, que começou no início do ano de 1811 nas missões diplomáticas para o ducado de Varsóvia, na embaixada do rei da Saxónia, em Paris, e começa a viajar a São Petersburgo. A partir de 1813 serviu como camareiro do rei, em Dresden, e esteve de novo na embaixada em Paris. Devido à dissolução do Ducado, interrompeu a sua estadia em 1814. Nos anos seguintes, Raczynski ficou várias vezes em Paris e viajou a França, a Alemanha, a Suíça e a Itália.
A partir de 1830, é encarregado de negócios em Copenhaga, e enviado consular de 1842 a 1848, em Lisboa, e a partir de 1848 a 1852, em Madrid. Posteriormente, passará a maior parte do tempo em Berlim.
Raczynski, rico e independente frequenta as altas esferas do poder e tem acesso às cortes europeias. Durante as suas viagens diplomáticas e as suas estadias em diversas metrópoles europeias, despende uma boa parte da sua fortuna enriquecendo a sua coleção de quadros, e redigindo obras sobre a História da Arte.

## O palácio Raczyński

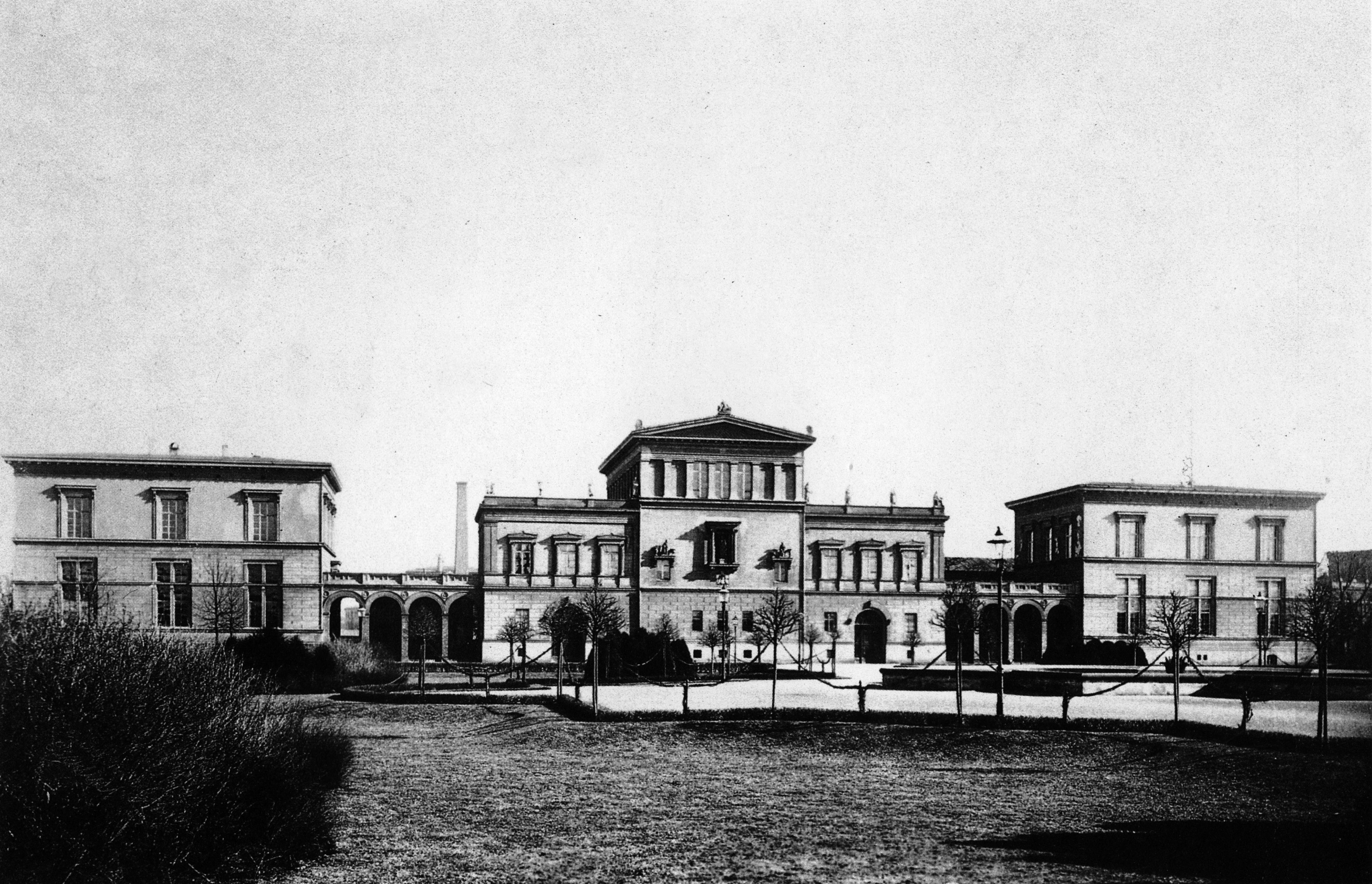
O palácio Raczynski na Königsplatz (1876), depois o Reichstag

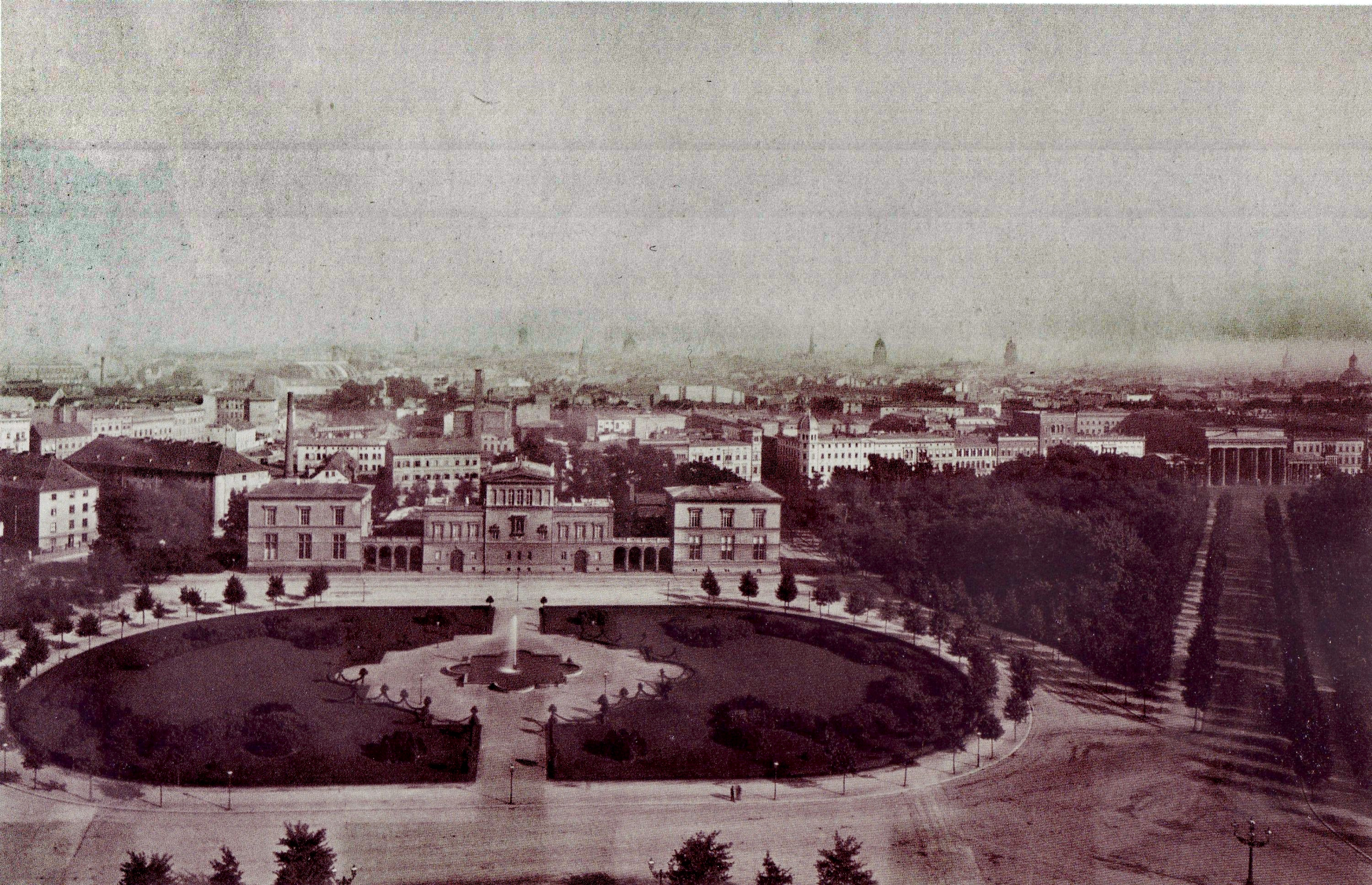
Parte leste da Königsplatz e o Palácio Raczyński en 1880.

Em Berlim adquiriu em 1834 um palácio, na avenida Unter den Linden. A sua coleção de quadros é transferida em 1836, e o piso superior é alugado a Bettina von Arnim. A sua galeria de arte reunia sessenta pinturas antigas, principalmente dos mestres italianos, e mais tarde, também de arte contemporânea.
Para construir um prédio de exposições acessível ao público, Frederico Guilherme IV oferece-lhe um terreno na Königsplatz , em Berlim. O edifício foi construído por Heinrich Strack, de 1842 a 1844, e foi chamado Palácio Raczynski. O pavilhão sul do Palácio é deixado à disposição do pintor Peter von Cornelius para instalar a sua oficina.
O seu filho vendeu o prédio ao Estado em 1874, que incluiu depois o edifício do Reichstag. Raczynski terá legado a gestão da coleção de pintura à Prússia, com os quadros expostos na Alte Nationalgalerie e, depois, em 1903, no Kaiser-Friedrich-Museum, em Poznan, polónia. Esta coleção é para o actual museu nacional de Poznan o ponto de partida da maior coleção de pintura alemã do Séc. XIX na Polónia.

## Arte em Portugal
Durante a sua estadia em Portugal interessou-se em escrever diversas cartas sobre a Arte em Portugal, compiladas no manuscrito "Les arts en Portugal", começando por apresentar uma tradução em francês de diálogos sobre pintura antiga (1549) de Francisco de Holanda, num total de 28 cartas, onde se destaca um interesse por Grão Vasco. Títulos das cartas escritas por Raczynski:
1. Introdução
2. Francisco de Holanda
3. Francisco de Holanda
4. As artes sob D. João III
5. Frei Luis de Sousa
6. Exposição de 1843
7. Grão Vasco
8. Grão Vasco
9. Grão Vasco
10. Pintura antiga
11. Obras de arte que se encontram em Portugal
12. Grão Vasco
13. Guarienti
14. Arquitectura
15. Évora
16. Viseu, Grão Vasco
17. Viseu, Grão Vasco
18. Itinerário, Porto.
19. Jovens artistas partem para o estrangeiro.
20. Objectos de arte que se encontram em Portugal.
21. Arquitectura
22. Arte Antiga
23. Pelourinhos
24. Azulejos
25. Iluminadores.
26. Escultura. Obras em barro, em talha.
27. Cyrillo Volkmar Machado
28. Conclusão do Itinerário (Batalha, Leiria, Pombal, Coimbra, Santarém, Tomar).
29. Itinerário (espanhol, de Sevilha a Marselha).

Foi considerado que o contributo mais inovador de Raczynski para a história da arte portuguesa foi distanciá-la do seu pesado teor nacionalista, aplicando-lhe uma análise formalista.

## Obras
- Histoire de l'art moderne en Allemagne. Renouard, Paris, 1836-1841
  - Tomo 1: Dusseldorf et les Pays du Rhin, excursion à Paris. Renouard, Paris, 1836.
  - Tomo 2: Munich, Stuttgard, Nuremberg, Augsbourg, Ratisbonne, Carlsruhe, Prague, Vienne, excursion en Italie. Renouard, Paris, 1839.
- Tradução alemã de Friedrich Heinrich von der Hagen: Geschichte der neueren deutschen Kunst. Berlin 1836–41, 3 tomos.
- Les arts en Portugal. Paris, 1846.
- Dictionnaire historico-artistique du Portugal. Paris, 1847.
- Geschichtliche Forschungen, 2 volumes, Berlin, 1860-1862